# 阿根塔利亞巴西利卡

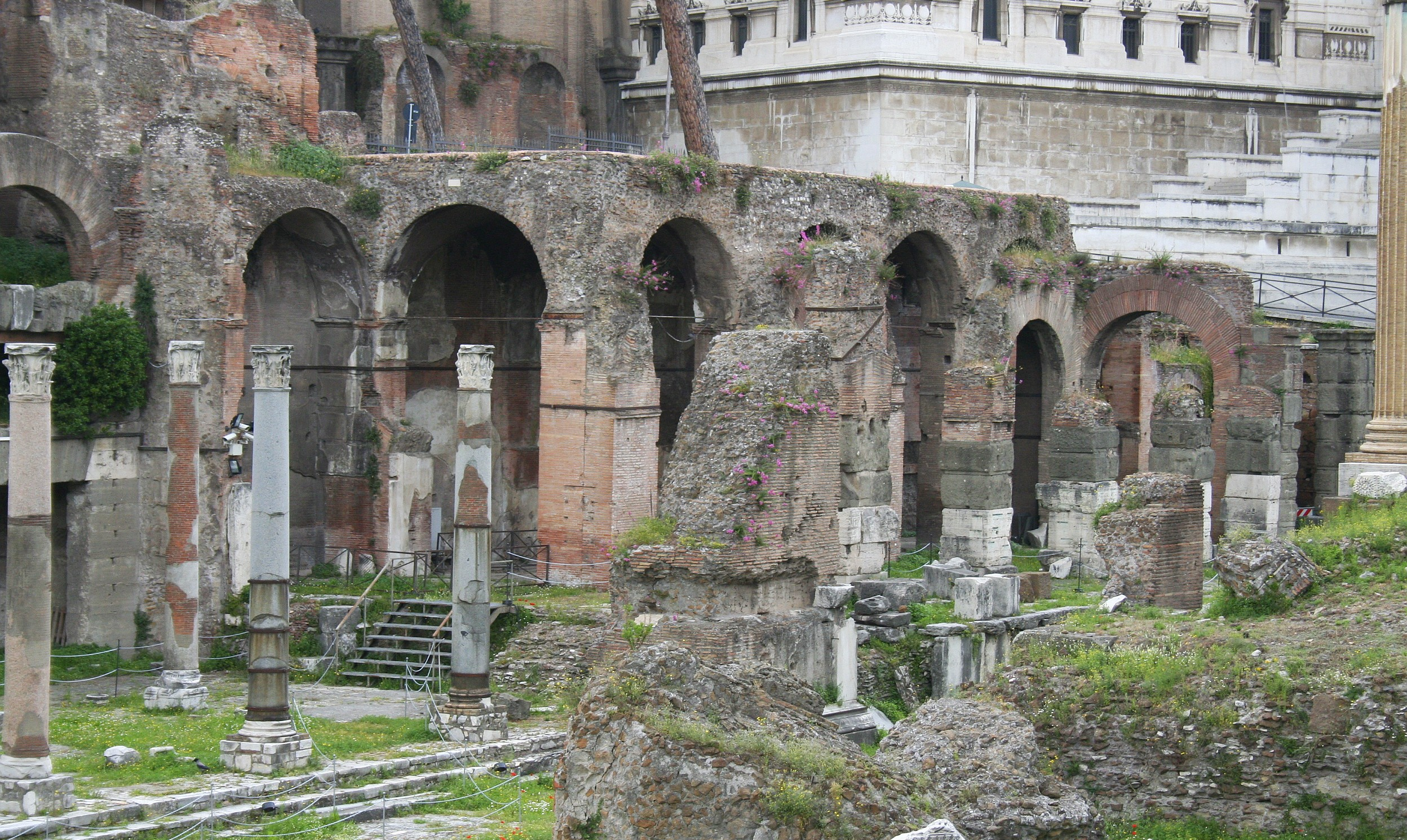

阿根塔利亞巴西利卡（Basilica Argentaria）是一座位於羅馬的巴西利卡遺址，位於凱撒廣場。這座巴西利卡的名字僅在君士坦丁大帝時代的後期出現。該建築後牆上的一些文字現仍得到保存，其中一些是引用艾尼亞斯紀的內容。因此該建築可能曾作為學校使用。